# Nuncius
A nuncius pápai követ, az Apostoli Szentszéknek egy adott államhoz, annak a kormányához akkreditált állandó képviselője püspöki vagy érseki rangban. A diplomáciai jog szerint nagykövetnek számít; a legtöbb országban őt tekintik diplomáciai testület rangelsőjének (doyenjének). A pápa nevezi ki és hívja vissza, a nemzetközi jog szabályainak megfelelően. 
A nunciusok feladata, hogy a római pápa személyét tartós jelleggel képviseljék azoknál a részegyházaknál vagy államoknál és hatóságoknál, melyekhez küldetésük szól; erősítsék az Apostoli Szentszék és az állam hatóságai, illetve a helyi egyház és a Szentszék közti kapcsolatokat; tárgyaljanak a helyi egyház és az állam közti viszonnyal kapcsolatos kérdésekről, különösen pedig a konkordátumok és más hasonló megállapodások létrehozásáról és végrehajtásáról. A nunciusok tevékenységükkel és tanácsaikkal támogatják a helyi püspököket; a püspökök kinevezésével kapcsolatban a jelölteket javasolnak vagy pedig a jelöltek nevét az Apostoli Szentszéknek továbbítják. 
Ferenc pápa 2022. május 3-án Magyarország apostoli nunciusává nevezte ki "Excellenciás és Főtisztelendő Michael Wallace Banach-t, Memphis címzetes érsekét". Wallace Banach 1962. november 19-én született Worcesterben (Massachusetts, USA).